# Wisteriopsis japonica
Wisteriopsis japonica là một loài thực vật có hoa trong họ Đậu. Loài này được Philipp Franz von Siebold và Joseph Gerhard Zuccarini mô tả khoa học lần đầu tiên năm 1839. Năm 2019, James A. Compton và Brian D. Schrire thiết lập chi Wisteriopsis và chuyển nó sang như là loài điển hình của chi này.

## Mẫu định danh
- Wisteriopsis japonica var. japonica: Siebold s.n.. L0059625 (Trung tâm Đa dạng Sinh học Tự nhiên ở Leiden, Hà Lan (L), lectotype); Dr. von Siebold s.n.. P02141817 (P, isolectotype).[1]
- Wisteriopsis japonica var. alborosea: T.Sakata s.n.. (Đại học Kagoshima (KAG), holotype).[1]

## Phân bố
Loài này có tại Hàn Quốc (Gyeongsang Bắc, Gyeongsang Nam, Jeolla Bắc và Jeolla Nam), tây trung và nam Nhật Bản (Honshu, Shikoku, Kyushu) và miền bắc quần đảo Lưu Cầu. Môi trường sống là trong rừng ở cao độ 0-1.200 m, dây leo giữa các cây bụi và cây gỗ.

## Hình ảnh

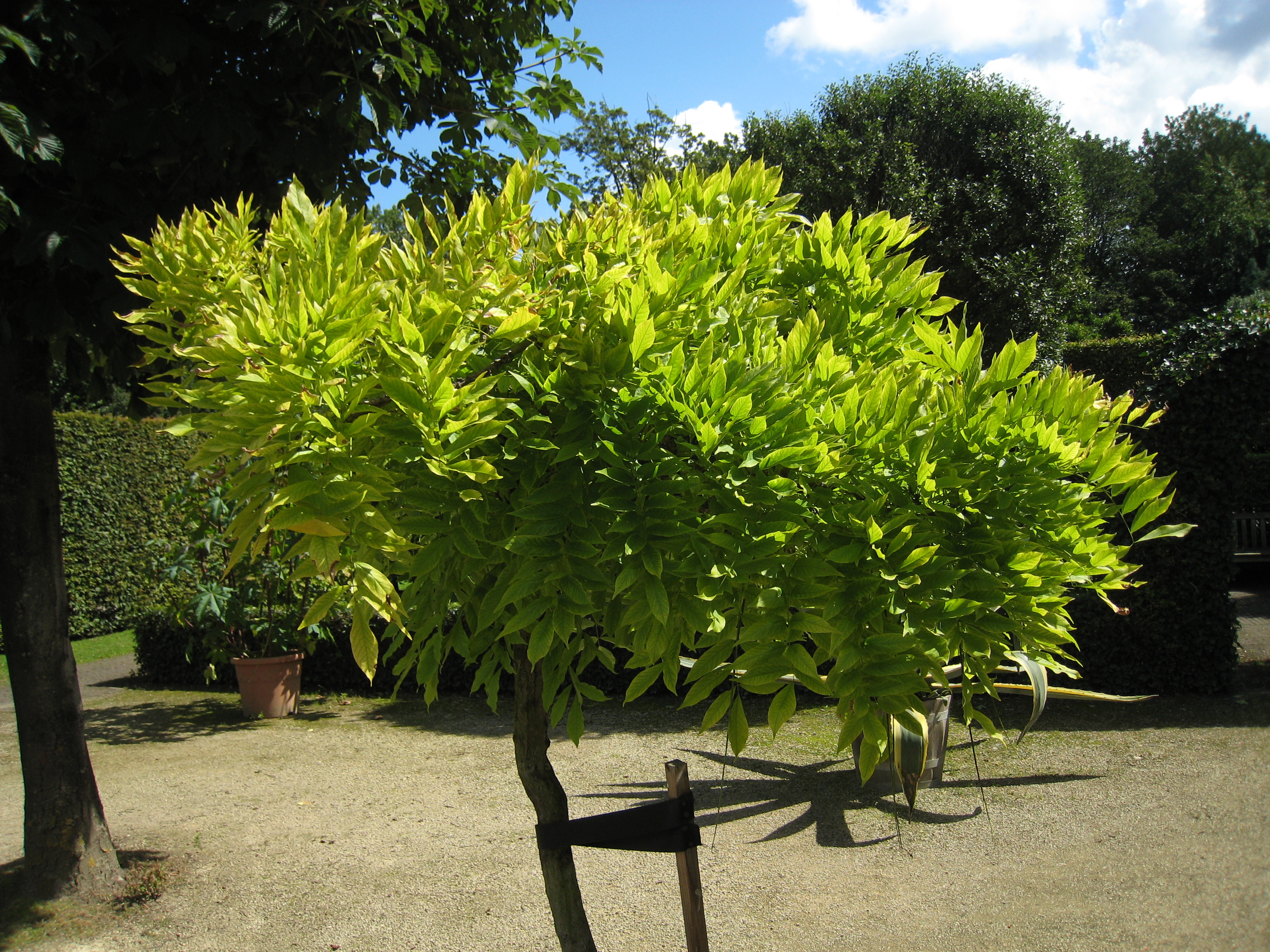